# É o Amor (reality show)
É o Amor é reality show amoroso exibido pela Rede Bandeirantes entre 8 de abril e 30 de dezembro de 2008.
O programa é versão brasileira do reality show All You Need Is Love e foi apresentado por Patrícia Maldonado
O formato original do programa é baseado no formato da comunicadora Endemol e foi exibido em mais de 20 países.

## O Programa
O programa tinha como tema principal o amor de todas as formas. Não apenas entre casais, mas também entre pais e filhos, amigos, irmãos, etc.